# Rajd Małopolski 2023
3. Valvoline Rajd Małopolski – 3. edycja Rajdu Małopolskiego. To rajd samochodowy, który był rozegrany w dniach 6–8 lipca 2023 roku. Bazą rajdu było miasto Maków Podhalański. Była to czwarta runda rajdowych samochodowych mistrzostw Polski w roku 2023.

## Lista zgłoszeń
Poniższa lista spośród 34 zgłoszonych zawodników obejmuje tylko zawodników startujących w najwyższej klasie 2, samochodami grupy Rally 2.
| Nr | Kierowca            | Pilot             | Samochód               | Klasa | Klasyfikacja |
| -- | ------------------- | ----------------- | ---------------------- | ----- | ------------ |
| 1  | Grzegorz Grzyb      | Adam Binięda      | Škoda Fabia Rally2 evo | 2     | Poland       |
| 2  | Łukasz Byśkiniewicz | Daniel Siatkowski | Škoda Fabia Rally2 evo | 2     | Poland       |
| 3  | Sylwester Płachytka | Rafał Fiołek      | Škoda Fabia Rally2 evo | 2     | Poland       |
| 4  | Jarosław Szeja      | Marcin Szeja      | Hyundai i20 R5         | 2     | Poland       |
| 5  | Jarosław Kołtun     | Ireneusz Pleskot  | Ford Fiesta Rally2     | 2     | Poland       |
| 6  | Łukasz Kotarba      | Tomasz Kotarba    | Citroën C3 Rally2      | 2     | Poland       |
| 7  | Rafał Kwiatkowski   | Kamil Kozdroń     | Škoda Fabia Rally2 evo | 2     | Poland       |
| 8  | Aleksander Terlecki | Michał Marczewski | Škoda Fabia Rally2 evo | 2     | Poland       |
| 9  | Tomasz Ociepa       | Michał Kuśnierz   | Škoda Fabia Rally2 evo | 2     | Poland       |
| 10 | Michał Tochowicz    | Piotr Białowąs    | Citroën C3 Rally2      | 2     | Poland       |
| 11 | Dariusz Poloński    | Łukasz Sitek      | Volkswagen Polo GTI R5 | 2     | Poland       |

## Zwycięzcy odcinków specjalnych[2]
| Dzień | Numer odcinka | Nazwa odcinka                   | Długość  | Zwycięzca odcinka   | Samochód               | Czas   | Lider rajdu    |
| ----- | ------------- | ------------------------------- | -------- | ------------------- | ---------------------- | ------ | -------------- |
| 7 VII | OS1           | Zawoja 1                        | 14,10 km | Jarosław Szeja      | Hyundai i20 R5         | 7:50.2 | Jarosław Szeja |
| 7 VII | OS2           | Zawoja 2                        | 14,10 km | Grzegorz Grzyb      | Škoda Fabia Rally2 evo | 7:40.3 | Jarosław Szeja |
| 7 VII | OS3           | LURKA Maków Podhalański 1       | 4,76 km  | Dariusz Poloński    | Volkswagen Polo GTI R5 | 3:18.5 | Jarosław Szeja |
| 7 VII | OS4           | Zawoja 3                        | 14,10 km | Grzegorz Grzyb      | Škoda Fabia Rally2 evo | 7:41.7 | Jarosław Szeja |
| 7 VII | OS5           | LURKA Maków Podhalański 2       | 4,76 km  | Jarosław Szeja      | Hyundai i20 R5         | 3:17.5 | Jarosław Szeja |
| 8 VII | OS6           | Mucharz 1                       | 12,00 km | Jarosław Szeja      | Hyundai i20 R5         | 7:00.1 | Jarosław Szeja |
| 8 VII | OS7           | Stryszów 1                      | 10,12 km | Łukasz Kotarba      | Citroën C3 Rally2      | 6:09.3 | Jarosław Szeja |
| 8 VII | OS8           | Mucharz 2                       | 12,00 km | Grzegorz Grzyb      | Škoda Fabia Rally2 evo | 7:00.2 | Jarosław Szeja |
| 8 VII | OS9           | Stryszów 2                      | 10,12 km | Dariusz Poloński    | Volkswagen Polo GTI R5 | 6:08.4 | Grzegorz Grzyb |
| 8 VII | OS10          | Mucharz 3                       | 12,00 km | Łukasz Byśkiniewicz | Škoda Fabia Rally2 evo | 6:57.4 | Grzegorz Grzyb |
| 8 VII | OS11          | RMF FM Stryszów 3 [Power Stage] | 10,12 km | Łukasz Byśkiniewicz | Škoda Fabia Rally2 evo | 6:05.9 | Grzegorz Grzyb |

### Power Stage – OS11[3]
Początkowo Związek Sędziów Sportowych postanowił nie przyznawać punktów za ostatni dodatkowo punktowany odcinek specjalny - Power Stage, ponieważ nie wszystkie załogi miały szansę pokonać tę próbę w sportowym tempie. Ostatecznie punkty jednak przyznano. 
| Miejsce | Kierowca            | Pilot             | Samochód               | Czas/strata | Punkty |
| ------- | ------------------- | ----------------- | ---------------------- | ----------- | ------ |
| 1       | Łukasz Byśkiniewicz | Daniel Siatkowski | Škoda Fabia Rally2 evo | 6:05.9      | 5      |
| 2       | Dariusz Poloński    | Łukasz Sitek      | Volkswagen Polo GTI R5 | + 0.9       | 4      |
| 3       | Grzegorz Grzyb      | Adam Binięda      | Škoda Fabia Rally2 evo | +1.3        | 3      |
| 4       | Łukasz Kotarba      | Tomasz Kotarba    | Citroën C3 Rally2      | +14.3       | 2      |
| 5       | Jarosław Kołtun     | Ireneusz Pleskot  | Ford Fiesta Rally2     | +16.9       | 1      |

## Wyniki końcowe rajdu
| Miejsce                | Kierowca               | Pilot                  | Samochód                   | Czas                   | Strata                 | Grupa Klasa            | Punkty                 |
| Klasyfikacja generalna | Klasyfikacja generalna | Klasyfikacja generalna | Klasyfikacja generalna     | Klasyfikacja generalna | Klasyfikacja generalna | Klasyfikacja generalna | Klasyfikacja generalna |
| ---------------------- | ---------------------- | ---------------------- | -------------------------- | ---------------------- | ---------------------- | ---------------------- | ---------------------- |
| 1                      | Grzegorz Grzyb         | Adam Binięda           | Škoda Fabia Rally2 evo     | 1:09:51.3              | –                      | 2                      |                        |
| 2                      | Dariusz Poloński       | Łukasz Sitek           | Volkswagen Polo GTI R5     | 1:10:03.9              | +12.6                  | 2                      |                        |
| 3                      | Łukasz Byśkiniewicz    | Daniel Siatkowski      | Škoda Fabia Rally2 evo     | 1:10:07.2              | +15.9                  | 2                      |                        |
| 4                      | Łukasz Kotarba         | Tomasz Kotarba         | Citroën C3 Rally2          | 1:10:21.9              | +30.6                  | 2                      |                        |
| 5                      | Jarosław Kołtun        | Ireneusz Pleskot       | Ford Fiesta Rally2         | 1:11:00.4              | +1:09.1                | 2                      |                        |
| 6                      | Rafał Kwiatkowski      | Kamil Kozdroń          | Škoda Fabia Rally2 evo     | 1:12:39.9              | +2:48.6                | 2                      |                        |
| 7                      | Aleksander Terlecki    | Michał Marczewski      | Škoda Fabia Rally2 evo     | 1:13:24.6              | +3:33.3                | 2                      |                        |
| 8                      | Sławomir Sawicki       | Robert Hundla          | Škoda Fabia Rally2 evo     | 1:13:25.4              | +3:34.1                | 2                      |                        |
| 9                      | Michał Tochowicz       | Piotr Białowąs         | Citroën C3 Rally2          | 1:13:26.8              | +3:35.5                | 2                      |                        |
| 10                     | Artur Sękowski         | Paweł Pochroń          | BMW M3 E36                 | 1:14:24.4              | +4:33.1                | NAT3                   |                        |
| 11                     | Hubert Kowalczyk       | Jarosław Hryniuk       | Peugeot 208 Rally4         | 1:14:40.9              | +4:49.6                | 4                      |                        |
| 12                     | Jakub Matulka          | Daniel Dymurski        | Ford Fiesta Rally3         | 1:14:49.5              | +4:58.2                | 3                      |                        |
| 13                     | Marek Nowak            | Adam Grzelka           | Opel Corsa Rally4          | 1:15:02.1              | +5:10.8                | 4                      |                        |
| 14                     | Filip Pindel           | Krzysztof Pietruszka   | Peugeot 208 Rally4         | 1:15:33.3              | +5:42.0                | 4                      |                        |
| 15                     | Gracjan Predko         | Michał Jurgała         | Peugeot 208 Rally4         | 1:15:50.6              | +5:59.3                | 4                      |                        |
| Klasyfikacja RSMP      |                        |                        |                            |                        |                        |                        |                        |
| 1                      | Grzegorz Grzyb         | Adam Binięda           | Škoda Fabia Rally2 evo     | 1:09:51.3              | –                      | 2                      | 30+3                   |
| 2                      | Dariusz Poloński       | Łukasz Sitek           | Volkswagen Polo GTI R5     | 1:10:03.9              | +12.6                  | 2                      | 24+4                   |
| 3                      | Łukasz Byśkiniewicz    | Daniel Siatkowski      | Škoda Fabia Rally2 evo     | 1:10:07.2              | +15.9                  | 2                      | 21+5                   |
| 4                      | Łukasz Kotarba         | Tomasz Kotarba         | Citroën C3 Rally2          | 1:10:21.9              | +30.6                  | 2                      | 19+2                   |
| 5                      | Jarosław Kołtun        | Ireneusz Pleskot       | Ford Fiesta Rally2         | 1:11:00.4              | +1:09.1                | 2                      | 17+1                   |
| 6                      | Rafał Kwiatkowski      | Kamil Kozdroń          | Škoda Fabia Rally2 evo     | 1:12:39.9              | +2:48.6                | 2                      | 15                     |
| 7                      | Aleksander Terlecki    | Michał Marczewski      | Škoda Fabia Rally2 evo     | 1:13:24.6              | +3:33.3                | 2                      | 13                     |
| 8                      | Michał Tochowicz       | Piotr Białowąs         | Citroën C3 Rally2          | 1:13:26.8              | +3:35.5                | 2                      | 11                     |
| 9                      | Hubert Kowalczyk       | Jarosław Hryniuk       | Peugeot 208 Rally4         | 1:14:40.9              | +4:49.6                | 4                      | 9                      |
| 10                     | Jakub Matulka          | Daniel Dymurski        | Ford Fiesta Rally3         | 1:14:49.5              | +4:58.2                | 3                      | 7                      |
| 11                     | Marek Nowak            | Adam Grzelka           | Opel Corsa Rally4          | 1:15:02.1              | +5:10.8                | 4                      | 5                      |
| 12                     | Filip Pindel           | Krzysztof Pietruszka   | Peugeot 208 Rally4         | 1:15:33.3              | +5:42.0                | 4                      | 4                      |
| 13                     | Gracjan Predko         | Michał Jurgała         | Peugeot 208 Rally4         | 1:15:50.6              | +5:59.3                | 4                      | 3                      |
| 14                     | Michał Chorbiński      | Adam Chrzanowski       | Opel Adam R2               | 1:16:58.9              | +7:07.6                | 4R2                    | 2                      |
| 15                     | Artur Równiatka        | Wojciech Habuda        | Mitsubishi Lancer Evo X R4 | 1:17:01.7              | +7:10.4                | NAT2                   | 1                      |

## Klasyfikacja kierowców RSMP 2023 po 4. rundach
Punkty otrzymuje 15 pierwszych zawodników, którzy ukończą rajd według klucza:
| Miejsce | 1  | 2  | 3  | 4  | 5  | 6  | 7  | 8  | 9 | 10 | 11 | 12 | 13 | 14 | 15 |
| Punkty  | 30 | 24 | 21 | 19 | 17 | 15 | 13 | 11 | 9 | 7  | 5  | 4  | 3  | 2  | 1  |

Dodatkowe punkty zawodnicy zdobywają za ostatni odcinek specjalny zwany Power Stage, punktowany: za zwycięstwo – 5, drugie miejsce – 4, trzecie – 3, czwarte – 2 i piąte – 1 punkt.
| Miejsce | 1 | 2 | 3 | 4 | 5 |
| Punkty  | 5 | 4 | 3 | 2 | 1 |

W tabeli uwzględniono miejsce, które zajął zawodnik w poszczególnym rajdzie, a w indeksie górnym umieszczono miejsce zajęte na ostatnim, dodatkowo punktowanym odcinku specjalnym tzw. Power Stage.
| Poz. | Kierowca            | Świdnicki | Polski | Podlaski | Małopolski | Rzeszowski | Śląska | Wisły | Suma punktów |
| ---- | ------------------- | --------- | ------ | -------- | ---------- | ---------- | ------ | ----- | ------------ |
| 1    | Grzegorz Grzyb      | 14        | 34     | 1        | 13         |            |        |       | 123          |
| 2    | Łukasz Byśkiniewicz | 45        | 4      | 4        | 31         |            |        |       | 86           |
| 3    | Sylwester Płachytka | 21        | 53     | 2        | NU         |            |        |       | 77           |
| 4    | Jarosław Kołtun     | 7         | 6      | 65       | 5          |            |        |       | 62           |
| 5    | Mārtiņš Sesks       | 32        | 1      |          |            |            |        |       | 60           |
| 6    | Jarosław Szeja      | 53        | 225    | 3        | NU         |            |        |       | 42           |
| 7    | Łukasz Kotarba      | NU        | 23     | 53       | 4          |            |        |       | 41           |
| 8    | Rafał Kwiatkowski   | 9         | NU     | 9        | 6          |            |        |       | 33           |
| 9    | Dariusz Poloński    | NU        |        |          | 2          |            |        |       | 28           |
| 10   | Mikołaj Marczyk     |           | 2      |          |            |            |        |       | 28           |
| 11   | Piotr Parys         | 6         | 21     | 7        | NU         |            |        |       | 28           |
| 12   | Jakub Matulka       | 10        | 15     | 8        | 10         |            |        |       | 26           |
| 13   | Aleksander Terlecki | 8         |        | 15       | 7          |            |        |       | 25           |
| 14   | Gracjan Predko      | 12        | 8      | 12       | 13         |            |        |       | 22           |
| 15   | Marek Roefler       | 19        | 7      | 11       | NU         |            |        |       | 18           |
| 16   | Michał Tochowicz    | 11        |        |          | 8          |            |        |       | 16           |
| 17   | Piotr Krotoszyński  | 16        | 9      | 10       | 19         |            |        |       | 16           |
| 18   | Hubert Kowalczyk    | 14        | 13     | 18       | 9          |            |        |       | 14           |
| 19   | Filip Pindel        | 17        | 12     | 20       | 12         |            |        |       | 8            |
| 20   | Tomasz Ociepa       |           | 10     | NU       | 18         |            |        |       | 7            |
| 21   | Marek Nowak         | 15        | 26     | 17       | 11         |            |        |       | 6            |
| 22   | Grzegorz Bonder     | 13        |        | 13       | 32         |            |        |       | 6            |
| 23   | Artur Długosz       | 20        | 11     | 19       | NU         |            |        |       | 5            |
| 24   | Gazda Błażej        | 21        | 14     | 21       | NU         |            |        |       | 2            |
| 25   | Michał Chorbiński   | 26        |        |          | 14         |            |        |       | 2            |
| 26   | Jacek Sobczak       | NU        |        | 14       | NU         |            |        |       | 2            |
| 27   | Artur Równiatka     | NU        |        |          | 15         |            |        |       | 1            |
| Poz. | Kierowca            | Świdnicki | Polski | Podlaski | Małopolski | Rzeszowski | Śląska | Wisły | Suma punktów |